# Kup Hrvatske u vaterpolu za žene 2001.
Kup Hrvatske u vaterpolu za žene je svoje prvo izdanje imao 2001. godine., te je to bilo prvo vaterpolsko natjecanje za žene u Hrvatskoj održano nakon 1990. godine. 
 
Kup je održan kao turnir tri kluba 13. i 14. siječnja 2001. godine u Šibeniku. 
 
Prve pobjednice Kupa Hrvatske su bile vaterpolistice zagrebačkog "Aurum osiguranja". 

## Reezultati
| klub1            | klub2            | rez.          |
| poluzavršnica    | poluzavršnica    | poluzavršnica |
| ---------------- | ---------------- | ------------- |
| Gusar            | POŠK             | 1:29          |
| Aurum osiguranje | Aurum osiguranje | slobodni      |
|                  |                  |               |
| za pobjednika    |                  |               |
| POŠK             | Aurum osiguranje | 9:16          |

## konačni poredak
| mj. | klub                      |
| --- | ------------------------- |
| 1.  | Aurum osiguranje Zagreb   |
| 2.  | POŠK Split                |
| 3.  | Gusar Sveti Filip i Jakov |

## Unutrašnje poveznice
- Hrvatski kup u vaterpolu za žene
- Prvenstvo Hrvatske u vaterpolu za žene 2001.